# Offensive centro-lituanienne sur Kaunas
Offensive centro-lituanienne sur Kaunas
L'offensive centro-lituanienne sur Kaunas était une offensive militaire de la république de Lituanie centrale, dirigée par le général Lucjan Żeligowski, sur les territoires de la Lituanie, qui eut lieu du 17 au 21 novembre 1920,.

## L'offensive
Le 12 octobre 1920, des soldats de la Seconde République polonaise, dirigés par le général Lucjan Żeligowski, attaquèrent la Lituanie, lors d'un événement connu sous le nom de mutinerie de Żeligowski. À la suite de cela, la partie orientale du pays fit sécession, donnant naissance à la république de Lituanie centrale, un État fantoche de la Pologne,. Le 17 novembre de cette même année, l'armée de la Lituanie centrale, dirigée par Żeligowski, attaqua la Lituanie, se dirigeant vers Kaunas, sa capitale de facto depuis la perte de Vilnius. Elle occupa les villes de Lentvaris, Trakai, Rykantai, Didžioji Riešė et Nemenčinė. La 3e division d'infanterie lituanienne engagea la contre-attaque le 18 novembre, mais fut mise en déroute et se retira.
L'offensive se poursuivit, cherchant à prendre Kaunas. Les forces de centro-lituaniennes se dirigeaient vers la ville et, le 21 novembre 1920, firent halte sur la rivière Nevėžis, près de Kėdainiai, à 50 km de Kaunas. En raison du manque de personnel et d'armement, de l'infanterie qui était très en retard sur la cavalerie et des pressions exercées par la Pologne pour obtenir une trêve ; et sous la pression internationale ; les deux parties signèrent une trêve le jour même. Les négociations de paix eurent lieu à Kaunas, sous la direction de la Société des Nations, et aboutirent à la signature du traité de paix et à l'annonce officielle de l'armistice le 30 novembre 1920,.

## Conséquences
À la suite de la signature du traité de Kaunas, les hostilités cessèrent et les deux camps échangèrent leurs prisonniers de guerre. La Société des Nations établit alors une zone démilitarisée le long de la frontière polono-lituanienne, laquelle exista du 17 décembre 1920 au 22 mai 1923. De plus, la SDN commença à préparer le plébiscite qui devait avoir lieu dans la région de Vilnius, lequel visait à définir si la population locale préférait faire partie de la Lituanie ou de la Lituanie centrale polonophone et polonophile. Ce référendum n'eut cependant jamais lieu,.